# 艾爾·史諾
艾爾·史諾（英語：Al Snow，1963年7月18日—），本名艾倫·雷·沙文（英語：Allen Ray Sarven），是美國的職業摔角選手，目前處於半退休狀態。艾爾·史諾目前隸屬於永不停止摔角。艾爾·史諾最出名的時期是待在世界摔角娛樂及極限冠軍摔角。2010年開始，艾爾·史諾在永不停止摔角旗下發展聯盟俄亥俄谷摔角擔任節目製作人。

## 冠軍及成就

### 全球摔角聯盟
- GWA重量級冠軍（一次）
- GWA次重量級冠軍（一次）
- GWA雙打冠軍（五次）

### 職業摔角畫報
- PWI Years（個人）-第329名（2003年）

### 美國職業摔角
- USA職業重量級冠軍（一次）[5]

### 美國極限摔角
- UXW重量級冠軍（一次）

### 世界摔角聯盟
- WWF歐洲冠軍（一次）
- WWF硬蕊冠軍（六次）
- WWF雙打冠軍（兩次）
- WWF冠軍（兩次）

### 摔角觀察通訊獎（英语：Wrestling Observer Newsletter awards）
- 年度最被低估選手（1996年）
- 年度最差加工比賽（1999年；在殺無赦1999（英语：Unforgiven (1999)）對上大老闆）